# Price-to-win
Unter Price-to-win versteht man einen Ansatz die Kosten von Software zu bestimmen bzw. zu beeinflussen. Dabei steht nicht die Funktionalität der Software im Mittelpunkt, sondern das Budget des Kunden. 
Prinzipiell muss das Projekt grob durch eine bestehende Methode geschätzt werden (Function-Point-Verfahren, COCOMO, …). Danach teilt man dem Kunden den voraussichtlichen Aufwand mit. Dieser entscheidet dann, ob er sich das leisten kann oder nicht. Wenn nicht, kann ein neuer Preis ausverhandelt werden, welcher üblicherweise durch Reduktion der Anforderungen an das System erzielt wird.

## Beispiel
Angenommen der Aufwand zur Realisierung eines Projektes beträgt 100 Personenmonate, der Kunde kann sich jedoch nur 60 Personenmonate leisten, so wird der Vertrag neu ausgehandelt und die Anforderungen minimiert, sodass das Projekt in der geringeren Zeit realisiert werden kann. Der Preis bestimmt somit die Leistung bzw. das Erreichen des Ziels (Projektabschluss). 

## Kritik
Werden Projekte durch diese Methode abgeschätzt, sind sie oft mit finanziellen oder zeitlichen Problemen behaftet, da meist die Zeit reduziert wird, die Anforderungen jedoch für die minimierte Zeit zu hoch.